# Polyphlebium capillaceum
Espèce
Répartition géographique
Polyphlebium capillaceum est une fougère de la famille des Hyménophyllacées.

## Description[1]
Le rhizome est long et fin, brun, couvert d'une pilosité abondante.
Les frondes, glabres, longues de cinq à quinze centimètres et larges de un à cinq centimètres, régulièrement espacées sur le rhizome, sont divisées quatre fois. La nervure centrale (rachis) du limbe n'est pas ailée.
Les sores sont généralement solitaires à l'extrémité d'un segment. Le style du sore est très allongé, de plus de deux fois la longueur de l'indusie.

## Distribution
Cette espèce est présente aux Caraïbes et en Amérique tropicale. Elle est tant terrestre qu'épiphyte des troncs d'arbres.

## Historique et position taxinomique

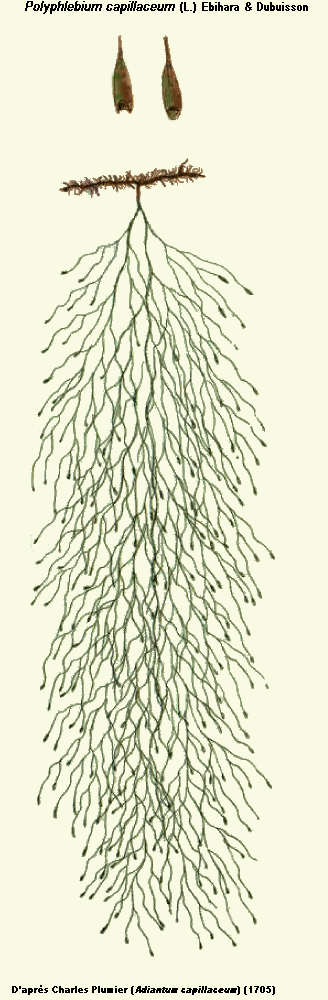
Dessin de Charles Plumier (Adiantum capillaceum)

Cette espèce a été décrite la première fois par Charles Plumier en 1705 sous le nom d'Adiantum capillaceum dans les termes suivants :
« Cette plante mérite bien le nom de Capillaire, puisqu'elle semble qu'elle ne soit proprement composée d'une touffe de cheveux extrêmement déliés, ondoyants et partagés en plusieurs rameaux, ce qui forme une manière de queue tout à fait agréable, attachée contre le tronc des arbres où cette plante croît ordinairement par le moyen d'une racine assez longue, extrêmement déliée, noire, toute couverte d'un petit chevelu, et poussant de temps en temps des brins déliés comme des cheveux, entièrement noirs, ondoyants, longs d'environ un demi-pied, et tous départis plusieurs fois par une infinité de petits rameaux encore beaucoup plus menus, d'une même verdure que les feuilles de nos capillaires, et ayant tous le bout tant soit peu échancré, et enflé par une petite poussière noire.
Je trouvai ces quatre espèces précédentes dans les forêts de l'Île Saint Domingue, en venant de la Bande du Sud à Léogane. »
En 1753, Carl von Linné la dénomme Trichomanes capillaceum, en faisant référence à Charles Plumier.
En 1938, Edwin Bingham Copeland la place dans le genre Vandenboschia : Vandenboschia capillacea (L.) Copel..
En 1968, Conrad Vernon Morton la place dans la section Lacosteopsis du sous-genre Trichomanes du genre Trichomanes.
Enfin, en 2006, Atsushi Ebihara et al. la déplacent dans le genre Polyphlebium.
Cette espèce compte beaucoup de synonymes :
- Trichomanes angustissimum C.Presl
- Trichomanes capillaceum L.
- Trichomanes capillaceum var. cocos (Christ) L.D.Gómez
- Trichomanes capillaceum var. subclavatum Christ
- Trichomanes cocos Christ
- Trichomanes schiedeanum Müll.Berol.
- Trichomanes trichoideum Sw.
- Vandenboschia capillacea (L.) Copel.